# FC Kuressaare
Football Club Kuressaare (også kendt som Kuressaare) er en estisk fodboldklub. Klubben har hjemme i Kuressaare. Klubben spiller i Premium Liiga.

## Mesterskaber
- Esiliiga (D2)
  - Vindere (1): 1999.

## Historiske slutplaceringer
| Sæson | Niveau | Liga         | Placering | Kilde | Info         |
| ----- | ------ | ------------ | --------- | ----- | ------------ |
| 2016  | 3.     | Esiliiga B   | 1.        | [ 1 ] | Esiliiga     |
| 2017  | 2.     | Esiliiga     | 5.        | [ 2 ] | Meistriliiga |
| 2018  | 1.     | Meistriliiga | 9.        | [ 3 ] |              |
| 2019  | 1.     | Meistriliiga | 9.        | [ 4 ] |              |
| 2020  | 1.     | Meistriliiga | 9.        | [ 5 ] |              |
| 2021  | 1.     | Meistriliiga | 7.        | [ 6 ] |              |
| 2022  | 1.     | Meistriliiga | 5.        | [ 7 ] |              |
| 2023  | 1.     | Meistriliiga | 7.        | [ 8 ] |              |
| 2024  | 1.     | Meistriliiga | 8.        | [ 9 ] |              |

## Klubfarver
| Kuressaare | Kuressaare |

## Nuværende trup
Pr. 11. april 2025.
| Nr. | Land    | Position | Spiller                   |
| --- | ------- | -------- | ------------------------- |
| 1   | Estland | MM       | Magnus Karofeld           |
| 7   | Estland | MI       | Artjom Jermatsenko        |
| 5   | Estland | MI       | Sander Sinilaid           |
| 8   | Estland | AN       | Joonas Soomre             |
| 10  | Estland | AN       | Andero Kivi               |
| 14  | Estland | FO       | Joosep Kobin              |
| 11  | Estland | MI       | Aleksander Iljin          |
| 15  | Estland | FO       | Märten pajunurm (captain) |
| 16  | Estland | MI       | Andrei Simirnov           |

| Nr. | Land    | Position | Spiller            |
| --- | ------- | -------- | ------------------ |
| 23  | Estland | FO       | Rasmus Saar        |
| 17  | Estland | AN       | Gleb Pevtsov       |
| 20  | Estland | MI       | Pavel Domov        |
| 21  | Estland | AN       | Rico Randväli      |
| 27  | Estland | FO       | Sten Prunn         |
| 31  | Estland | MM       | Karl-Romet Nomm    |
| 33  | Estland | FO       | Oscar Joost        |
| 37  | Estland | MI       | Markus Leivategija |
| 70  | Estland | FO       | Joonas Vahermägi   |
| 73  | Estland | FO       | Karl Orren         |
| 77  | Estland | AN       | Jevgeni Demidov    |
| 46  | Estland | MM       | Otto-Robert Lipp   |
| 55  | Estland | MI       | Raian Soosalu      |
| 66  | Estland | MM       | Rihard Meesit      |
| 80  | Estland | MI       | Rando Tarkmeel     |